# Los Bandoleros
『ロス・バンドレロス～盗賊たち』（ロス・バンドレロス とうぞくたち、原題：Los Bandoleros）は、2009年公開のアメリカ合衆国の短編映画。ワイルド・スピードシリーズの一作品である。

## 概要
ワイルド・スピードシリーズの第4作『ワイルド・スピード MAX』と同年に公開された、『MAX』の前日譚となる作品。時系列的には第2作『ワイルドスピードX2』と『MAX』の間にあたる。

## ストーリー
内容は『ワイルド・スピード MAX』でドミニク達がガソリン強盗のためにタンクローリーを襲う前のエピソード。この作品の後半に、ドミニクとレティが海辺でデートをするシーンがある。これに繋がるものとして、のちに公開される『ワイルド・スピード EURO MISSION』（2013年公開）の中のドミニクのセリフで、この海辺のデートのことと思われる会話が出てくる。

## 登場人物、キャスト
- ドミニク・トレット（ヴィン・ディーゼル）
- レティ・オルティス（ミシェル・ロドリゲス）
- ハン（サン・カン）
- テゴ・レオ（テゴ・カルデロン）
- リコ・サントス（ドン・オマール）
- エルヴィス - 政治家（ファン・フェルナンデス）

## Blu-ray
『ワイルド・スピード MAX』のセル版およびレンタル版Blu-rayに映像特典として収録されている。音声は原語のみで、日本語吹き替えは無い。日本語字幕は収録されている。
なお、DVDには収録されていない。